# Кобболд, Ричард
Преподобный Ричард Кобболд (англ. Richard Cobbold; 1797—1877) — английский писатель.

## Биография
Ричард Кобболд родился в большой семье пивоваров. Почти всю жизнь провёл в графстве Саффолк — за исключением времени обучения в Кембридже. Был пастором. В 1822 году женился на Мэри Энн Уоллер (Mary Anne Waller), которая родила ему троих сыновей. В 1824 году Отец Ричарда приобрёл для супругов приход в Уорхэме (англ. Wortham). Испытывая определённые финансовые затруднения и желая помочь своим детям, Ричард Кобболд продаёт свой дом в 1862 году Кингс Колледжу Кембриджского университета. К 1876 году здоровье Ричарда Кобболда и его супруги сильно ослабло. 26 декабря 1876 года Мэри Энн умерла, а всего несколькими днями позже, 5 января 1877 года, скончался и сам Ричард Кобболд. Супруги похоронены на
Автор романов и рассказов на исторические темы, проникнутых нравственно-религиозными мыслями: «История Маргарет Кэтчпол: Девушка из Саффолка» (англ. «The history of Margaret Catchpole: A Suffolk Girl», 1845), «Мэри Энн Веллингтон: Дочь, жена и вдова солдата» (англ. «Mary Ann Wellington: The Soldier's Daughter, Wife and Widow», 1846), «Мученик Зенон: История святости, смирения и казни ранних христиан» (англ. «Zenon, the martyr: A Record of the Piety, Patience and Persecution of the Early Christian Nobles», 1847) и др. Кобболд писал также сочинения религиозного содержания и стихи.
Особое место в наследии Ричарда Кобболда занимает его дневник — регулярные и тщательные записи о повседневной жизни его прихожан, сопровождаемые рисунками автора. Четыре тома этого дневника стали ценным источником для изучения быта маленького английского городка середины XIX века. В 1977 г. избранные записи из этого дневника были изданы Рональдом Флэтчером под названием «Жизнеописание одной викторианской деревни» (англ. «The Biography of a Victorian Village»). В следующем году книга была экранизирована.